# ヨベス・オンディエキ
ヨベス・オンディエキ (Yobes Ondieki、1961年2月21日-)は、ケニアの元陸上競技選手である。1991年の世界陸上選手権の5000mでの金メダリストである。オンディエキはソウルオリンピックとバルセロナオリンピックに出場しているがメダル獲得はならなかった。
1993年に、人類初の10000mで27分の壁を突破する、26分58秒38の世界新記録を樹立した。
オンディエキは、オーストラリアのマラソン選手であるリサ・マーチンと結婚し、1女を授かるが、その後離婚している。

## 自己記録
- 5000m - 13分01秒82 (1991年)
- 10000m - 26分58秒38 (1993年)